# Bienal de Sídney

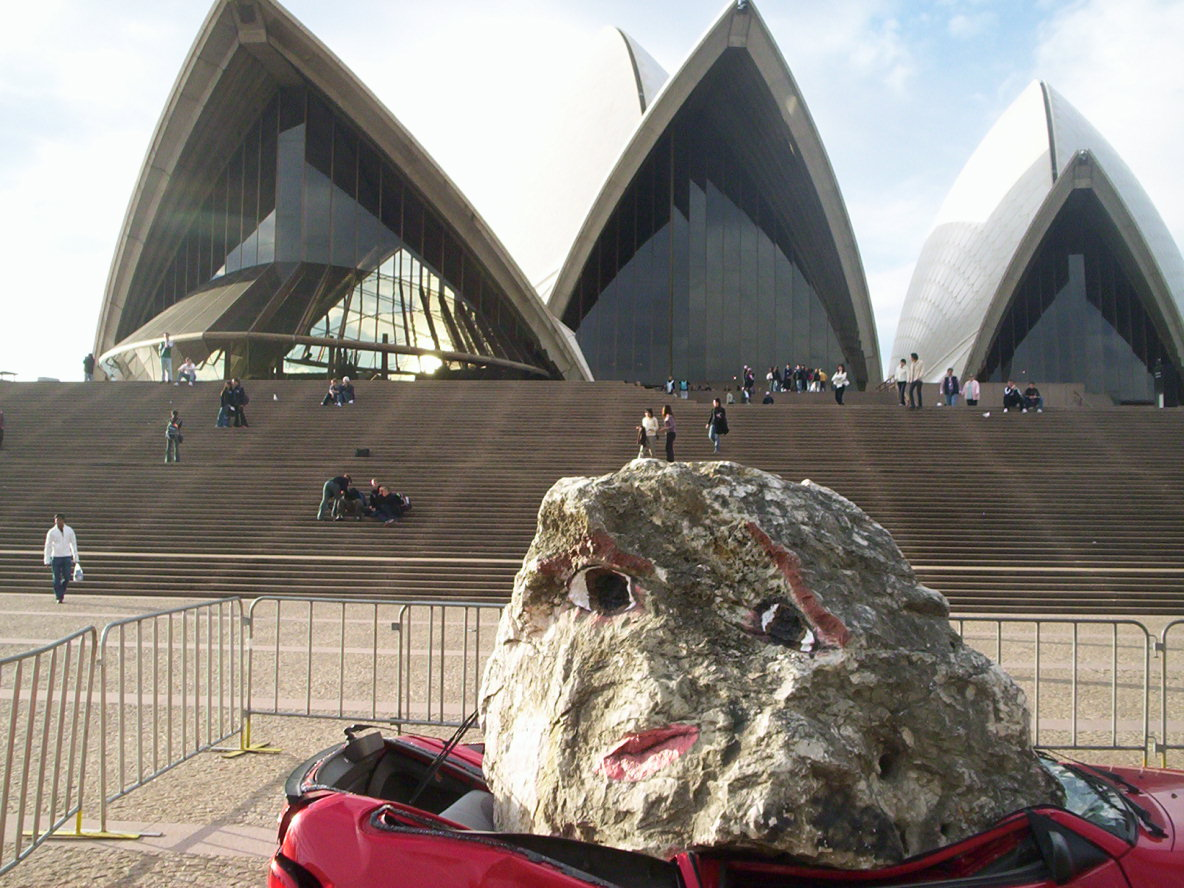
Bienal de Sídney 2004 - Bodegón con roca y coche, de Jimmie Durham, ante la Ópera de Sídney.

La Bienal de Sídney es un festival internacional de arte contemporáneo que se celebra cada dos años en Sídney, Australia. Es uno de los acontecimientos artísticos más importantes de Australia y, junto a las bienales de Venecia, São Paulo o el Documenta de Kassel (Alemania), es uno de los más representativos del mundo.

## Historia
En 1973 la Bienal de Sídney abrió su primera exposición con 37 artistas en la Ópera de Sídney, coordinada por Anthony Wintherbotham. La segunda edición se desarrolló tres años después, en 1976, y la tercera edición, en 1979. Desde 1982 se celebra bianualmente. Sucintamente estas han sido las ediciones:
- 1973, The Biennale of Sydney. Coordinador: Anthony Wintherbotham
- 1976, Recent International Forms in Art. Director artístico: Thomas G. McCullough
- 1979, European Dialogue. Director artístico: Nick Waterlow
- 1982, Vision in Disbelief. Director artístico: William Wright
- 1984, Private Symbol: Social Metaphor. Director artístico: Leon Paroissien
- 1986, Origins, Originality + Beyond. Director artístico:Nick Waterlow
- 1988, From the Southern Cross: A View of World Art c1940–1988. Director artístico: Nick Waterlow
- 1990, The Readymade Boomerang: Certain Relations in 20th Century Art. Director artístico: René Block
- 1992/3, The Boundary Rider. Director artístico: Tony Bond
- 1996, Jurassic Technologies Revenant. Director artístico: Lynne Cooke
- 1998, Every Day. Director artístico: Jonathan Watkins
- 2000, International Selection Committee: Nick Waterlow (Coordinador), Fumio Nanjo, Louise Neri, Hetti Perkins, Nicholas Serota, Robert Storr, Harald Szeemann.
- 2002, (The World May Be) Fantastic.[2] Director artístico: Richard Grayson
- 2004, On Reason and Emotion. Curator: Isabel Carlos
- 2006, Zones of Contact. Director artístico: Charles Merewether
- 2008, Revolutions - Forms That Turn. Director artístico: Carolyn Christov-Bakargiev
- 2010, THE BEAUTY OF DISTANCE, Songs of Survival in a Precarious Age. Director artístico: David Elliott
- 2012, all our relations. Directores artísticos: Catherine de Zegher y Gerald McMaster
- 2014, You Imagine What You Desire. Director artístico: Juliana Engberg
- 2016, The future is already here – it’s just not evenly distributed. Director Artístico: Stephanie Rosenthal
- 2018, SUPERPOSITION: Equilibrium & Engagement, Director artístico: Mami Kataoka